# The Libertarian Forum
The Libertarian Forum (с англ. — «Либертарианский Форум») — анархо-капиталический журнал, выходивший примерно дважды в месяц с 1969 по 1984 год. Его редактором и основным автором был Мюррей Ротбард; изначально Карл Хесс также был редактором в Вашингтоне. В настоящее время все выпуски доступны в книжном сборнике The Complete Libertarian Forum 1969—1984.

## История
The Libertarian Forum был создан в 1969 году после закрытия журнала Left and Right: A Journal of Libertarian Thought для поддержки идей анархо-капитализма. В центре внимания журнала были «содержательные теоретические материалы, комментарии по вопросам политики, подробности споров и аргументов внутри либертарианского движения, а также прогнозы относительно будущего свободы». Изначальным издателем был Джозеф Р. Пэден
В журнале The Libertarian Forum был опубликовал ряд ранних изданий эссе, которые позднее вошли в качестве глав в «В защиту порицаемых» Уолтера Блока.

## Смена названия
Изначально журнал назывался The Libertarian, однако был переименован в The Libertarian Forum с выходом шестого выпуска. Как сказано в самом журнале: 
После того, как мы начали выпускать журнал, мы узнали, что ежемесячник с тем же названием уже выходит в Нью-Джерси на протяжении нескольких лет. Дабы избежать путаницы с названиями, мы решили сменить название на The Libertarian Forum, однако это никак не повлияет на политику или формат издания.

## Книга
В 2006 году институтом Мизеса в двух томах была издана полная компиляция изданий журнала с 1969 по 1984 года под названием The Complete Libertarian Forum 1969—1984 (ISBN 1-933550-02-3).